# Laysanalbatros
De laysanalbatros (Phoebastria immutabilis) is een grote zeevogel die voorkomt in het noordelijk deel van de Grote Oceaan. Deze relatief kleine, op een meeuw lijkende albatros is de op een na meest voorkomende albatros van de Hawaïaanse eilanden.

## Voorkomen
De laysanalbatros heeft nesten op de volgende locaties: de Hawaïaanse eilanden, met name de eilanden Midway en Laysan. Het Midway atol maakt deel uit van het Northwestern Hawaiian Islands Marine National Monument dat in Juni 2006 door President George W. Bush is gesticht. Hij nestelt ook op de Bonineilanden bij Japan, de French Frigate Shoals, en meer recent ook op eilanden voor de kust van Mexico, zoals Isla Guadalupe en eilanden in de Revillagigedo-archipel. Buiten hun nestgebieden komen ze voor in een gebied dat strekt van Japan tot de Beringstraat, tot 15de breedtegraad in het zuiden.
De populatie, die wordt geschat op 2,5 miljoen, verspreidt zich de laatste jaren ook meer naar andere eilandengroepen.

## Omschrijving
De laysanalbatros is makkelijk te onderscheiden van de andere meer algemeen voorkomende albatros in hetzelfde gebied, de Zwartvoetalbatros.
De vogel is gemiddeld 81 cm lang, weegt tussen de 2 en 4,1 kg, en heeft een spanwijdte van tussen 195 en 202 cm. De mannetjes zijn groter dan de vrouwtjes. Het bovenste deel van de romp, vleugels en staart zijn zwart-grijs van kleur en de kop, borst en onderste delen van de romp zijn witgekleurd. Rond het oog bevindt zich een zwarte vlek. De snavel is paars met een donkere punt. Jonge exemplaren hebben een grijze snavel en donkere staart.

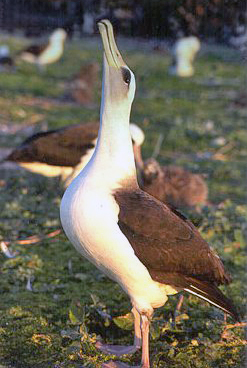
Typische danshouding van de laysanalbatros in de paartijd

De soort heeft een levensverwachting van 12 tot 51 jaar. Er is echter een vrouwtje bekend dat ten minste de leeftijd van 74 overschreed en daarmee de oudst bekende wilde vogel werd.

## Voortplanting
De laysanalbatros broedt meestal in grote kolonies op kleine eilanden en atollen. De nesten hebben diverse vormen afhankelijk van de omstandigheden, zoals kuilen in het zand tot nesten die bestaan uit plantenresten. Zij broeden jaarlijks, hoewel sommigen vogels een jaar overslaan. Jonge vogels keren na het uitvliegen na 3 jaar naar de kolonie terug, maar paren pas als zij 7-8 jaar oud zijn. Gedurende de tussenliggende 4-5 jaar vormen mannetjes en vrouwtjes hechte paren voor de rest van hun leven. In de paartijd maken zij ingewikkelde ‘danspassen’ die wel uit 25 verschillende bewegingen kunnen bestaan. Het vrouwtje legt een ei dat zowel door vrouwtje en mannetje wordt bebroed. De incubatie duurt ruim twee maanden en wordt gevolgd door een broedtijd van enkele weken waarbij mannetje en vrouwtje afwisselend op zoek gaan naar voedsel uit zee. Na ongeveer 160 dagen kunnen de jongen vliegen.
De vogels maken doorgaans weinig geluid, maar produceren soms langgerekte “moo’ klanken of ratelende geluiden.

## Voedsel
De vogels voeden zich met allerlei soorten vis, inktvissen en schaaldieren.

## Status
Vroeger vormden de jacht op veren en drijfnetten een bedreiging voor het voortbestaan van de soort. Tegenwoordig zijn dat vooral de langelijnvisserij en het afval in zee rondom de broedplaatsen. Vaak wordt drijvend afval zoals gekleurde stukjes plastic en visdraad naar binnen gewerkt, dat in de Grote Oceaan veelvuldig voorkomt (zie plasticsoep in de Noordelijke Grote Oceaan). Bij veel herhaling veroorzaakt dat verstoppingen of vergiftiging. Op en rondom het eiland Midway eten de albatrossen ook veel losgeraakte verfsnippers die van gebouwen op het eiland afkomstig zijn, en een hoge concentratie aan lood bevatten. De hierdoor veroorzaakte loodvergiftiging is de oorzaak van sterfte van veel vogels, en zorgt ervoor dat veel jonge vogels niet in staat zijn hun vleugels voldoende te strekken.
| Broedlocatie                   | Broedparen   | Trend                       |
| ------------------------------ | ------------ | --------------------------- |
| Midway-atol                    | 441.178 paar | Stabiel vanaf 1992 tot 2005 |
| Laysan                         | 103.689      | Stabiel vanaf 1992 tot 2005 |
| Torishima                      | 1.218        | Onbekend                    |
| Bonineilanden                  | 23           | Onbekend                    |
| Hawaï en French Frigate Shoals | 44.418       | Verschillend                |
| Isla Guadalupe                 | 337          | Toename                     |
| Andere Mexicaanse eilanden     | 63           | Toename                     |
| Totaal                         | 590.926      | Stabiel                     |

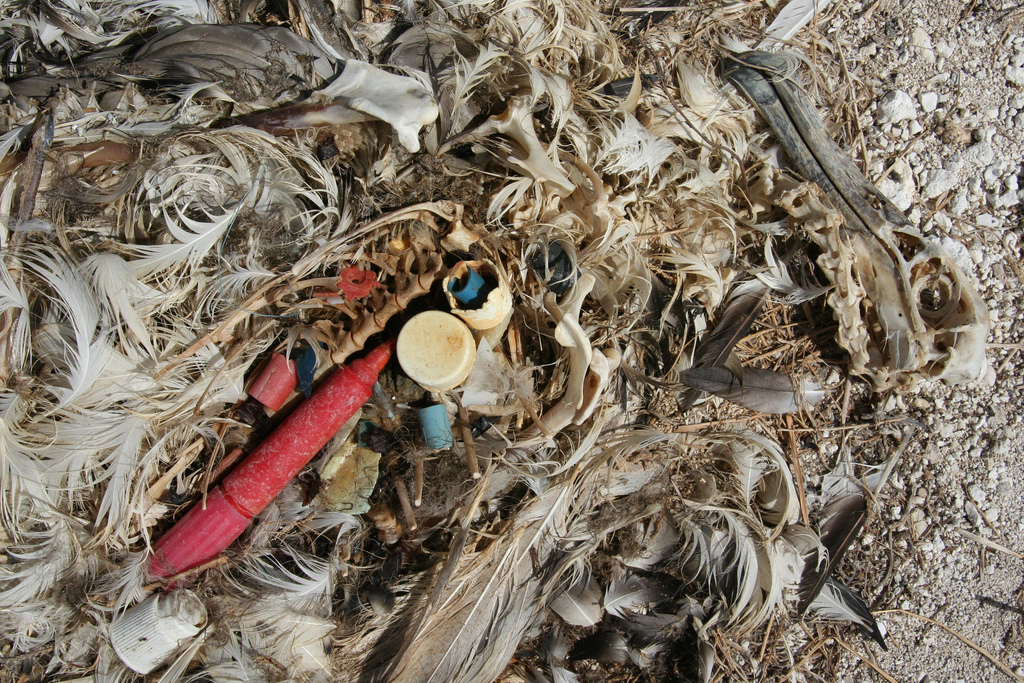
Plasticresten in de maag van een jonge laysanalbatros op het eiland Midland

De grootte van de populatie werd in 2016 door BirdLife International geschat op 800.000 paar en de broedpopulaties zijn waarschijnlijk stabiel. Toch vormen naast langelijnvisserij, plastic en loodvergiftiging, ook invasieve zoogdieren zoals ratten en verwilderde katten een potentieel gevaar voor de eieren en kuikens op de broedeilanden. Om al deze redenen staat deze soort als gevoelig op de Rode Lijst van de IUCN.

## Trivia
- De laysanalbatros staat afgebeeld op de vlag van Midway